# Grupo Imagen
Grupo Imagen est un groupe d'entreprises médiatiques mexicaines appartenant à Grupo Empresarial Ángeles. Il se distingue par son contenu d'actualité disponible au Mexique via Periódico (Excélsior), Radio (Radio Image), Télévision (Excelsior TV) et Digital Image. En télévision ouverte, il est le propriétaire du réseau national de télévision commerciale Imagen Televisión et a précédemment produit la chaîne Cadenatres.

## Histoire
Grupo Imagen trouve ses racines dans la fondation de XEDA-AM en juin 1936. Cette station a été acquise par José Luis Fernández Soto en 1962, et la même année, Fernández Soto a fondé "Grupo Imagen Comunicación en Radio", qui est devenu l'opérateur XEDA-AM et XEDA-FM. En 1963, Grupo Imagen a doublé de taille avec l’acquisition de Radio Metropolitana et de son pôle XELA- AM - FM. Avec ces quatre stations, Grupo Imagen a commencé à former un large éventail de programmes. Alors que XEDA-FM restait le produit phare d'Imagen avec un format de conversation et que XELA-AM poursuivait sa programmation musicale de longue date, les deux autres stations changeaient souvent de concept de programmation. Dans les années 1980, XELA-FM est devenue XHDL-FM. "Dial FM", changeant de format pour devenir "Radioactivo" dans les années 1990.
Les années 1990 ont également vu la vente de XEDA-AM, qui transportait alors de la musique rock, à Radio SA, ce qui a changé le format. Cette même année, MVS Radio et Imagen ont également formé une alliance pour exploiter leurs stations de Mexico: le groupe a rassemblé les stations XELA-AM, XEDA-FM et XHDL-FM d’ Imagen et les stations XHMVS-FM 102.5 et XHMRD-FM 104.9 de MVS . Lorsque ce partenariat a pris fin en 2001, Imagen a relancé XEDA avec une nouvelle équipe de rédaction. En 2002, Imagen a abandonné le format classique de longue date de XELA et a basculé la station vers le sport sous le nom de XEITE-AM (rapidement vendu en août de la même année). En 2004, Imagen a abandonné le format de musique XHDL pour le journal télévisé "Reporte 98.5".
Grupo Imagen a été acheté par Grupo Empresarial Ángeles , propriété d’Olegario Vázquez Raña, en 2003 pour 50 millions de dollars. Sous l'impulsion de GEA, Imagen a grandi dans l' un des plus importants conglomérats de médias du pays : il a acheté les stations dans tout le pays, a commencé à distribuer sa programmation de parler à l' intérieur du Mexique, et a fait un mouvement à la télévision avec l'acquisition de XHRAE TV canal 28 Mexique Ville. XHRAE a été rebaptisé XHTRES "Cadenatres". Également en 2006, Imagen a acheté le journal Excélsior pour 585 millions de pesos.

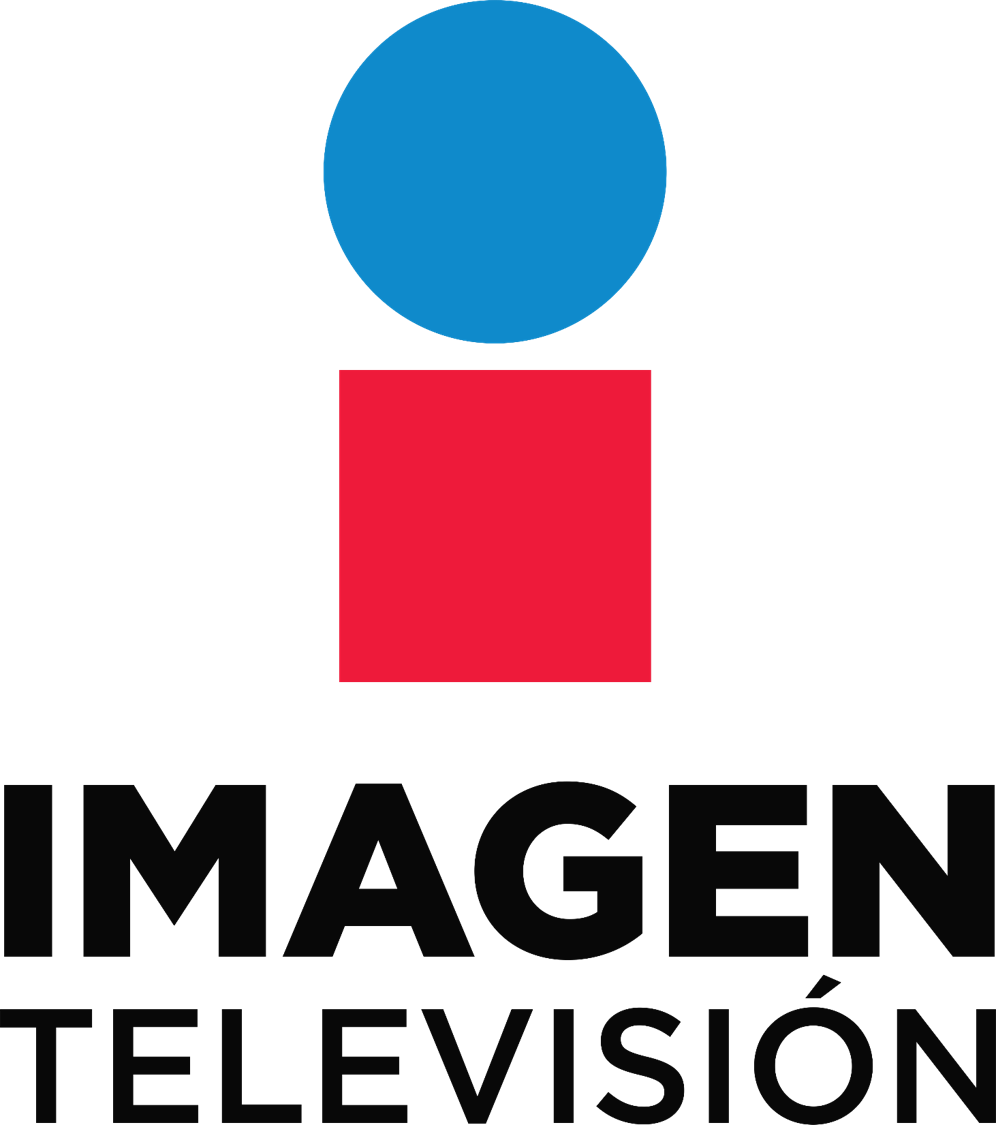
logo en 2016

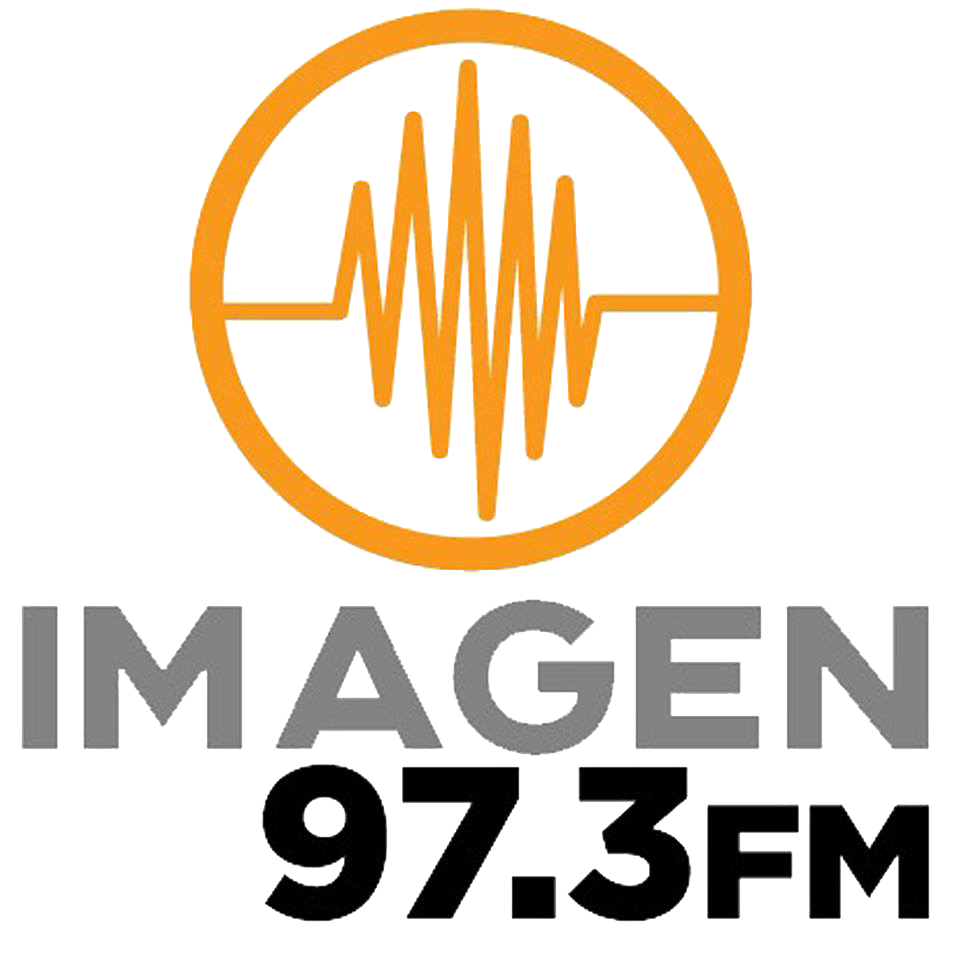
logo de la station radio

## Radio
À Mexico, Grupo Imagen est propriétaire de la radio XEDA-FM 90.5 Imagen avec format de conversation et de XHDL-FM 98.5, format RMX. Les deux formats sont distribués par d'autres stations, détenues et exploitées par Imagen et ses filiales.
Deux stations régionales mexicaines, baptisées "La Caliente", et XHLTN-FM "Radio Latina" à Tijuana complètent le portefeuille radiophonique d'Imagen.

## Télévision
Imagen exploite la chaîne 27 de la chaîne XHTRES-TDT dans la vallée du Mexique, qui, de 2007 à 2015, était la chaîne phare du réseau de Cadenatres aujourd'hui disparu. Elle est actuellement diffusée sur la chaîne d'actualités Excelsior TV (27,1) et sur une chaîne de diffusion simultanée de la station de radio Imagen Radio (27,2).
En 2015, Grupo Imagen a remporté l' enchère de l' IFT pour la construction d'un nouveau réseau de télévision national, lancé le 17 octobre 2016 sous le nom d'Imagen Televisión. Grupo Imagen exploitera un réseau de 123 émetteurs d’ici 2020.

### Sources
- (en) Cet article est partiellement ou en totalité issu de l’article de Wikipédia en anglais intitulé « Anexo:Grupo Imagen » (voir la liste des auteurs).